# لیاتریس جوی
لیاتریس جوی (انگلیسی: Leatrice Joy؛ ‏ ۷ نوامبر ۱۸۹۳ – ۱۳ مهٔ ۱۹۸۵) بازیگر اهل ایالات متحده آمریکا بود.

## گزیدهٔ فیلم‌شناسی
- تعمیرکار (۱۹۱۸)
- دانشمند (۱۹۱۸)
- خدمتکار آسایشگاه (۱۹۱۸)
- کندی کید (۱۹۱۷)
- برده (۱۹۱۷)
- روز مرخصی او (۱۹۱۸)
- پیام‌رسان (۱۹۱۸)
- قتل شبه‌عمد (۱۹۲۲)
- هالیوود (۱۹۲۳)
- ده فرمان (۱۹۲۳)
- دانوب آبی (۱۹۲۸)
- نمایش مردم (۱۹۲۸)
- پسر قوی (۱۹۲۹)